# Église Saint-Véran de Saint-Véran
Pour les articles homonymes, voir Église Saint-Véran.
L'église Saint-Véran est située sur la commune de Saint-Véran dans le département des Hautes-Alpes en France. Elle porte ce vocable en raison de Saint patron de Cavaillon qui fit fuir un dragon du Vaucluse. Celui ci tomba de fatigue sur le territoire du village. Il y a un os de ses restes dans l'église.

## Histoire
Détruite pendant les guerres de Religion, l'église de Saint-Véran a été reconstruite au XVIIe siècle. Deux colonnes finement sculptées reposant sur deux lions stylophores (que l'on retrouve à Guillestre et Abriès) soutiennent son porche en bois. Son décor intérieur est riche en sculptures et en statues. Elle est inscrite au titre des Monuments historiques depuis le 8 mai 1973

## Architecture
Construite au XVIIe siècle en forme de temple (son architecte était protestant), sans abside, ni clocher, au lendemain de la destruction du précédent édifice par les huguenots, l'église de Saint-Véran conserve quelques motifs architecturaux de cette première époque dont les lions porte-colonnes du porche d'entrée et, à l'intérieur du bâtiment, plusieurs colonnes, chapiteaux et bénitier. Dotée en 1838 du clocher actuel, l'église de ce village abrite autour d'une nef de trois travées et un chœur, un très beau mobilier baroque dont un retable de 1684 sculpté par des artistes italiens (encadrant un christ en croix), des vitraux du XIXe siècle, une tribune et de nombreuses statues (saint Véran, saint Joseph, le curé d'Ars, saint François, la Vierge, etc. ) ou autels de bois.
Le cimetière se trouve dans la partie sud de l'édifice, dominant la vallée.